# Edmond Rostand
Edmond Eugène Alexis Rostand (Marseille, 1868. április 1. – Párizs, 1918. december 2.) francia költő, drámaíró, az újromantika képviselője.

## Élete
Régi, előkelő és nagy műveltségű provence-i családban született. Édesapja, Eugène Rostand közgazdász és költő az Francia Társadalomtudományi Akadémia tagja. Rostand irodalmat, történelmet és filozófiát tanult a Collège Stanislas falai között Párizsban. 1901-ben Rostand lett a legfiatalabb író a Francia Akadémia tagjai között.
Az 1900-as években Rostand átköltözött a Cambo-les-Bains-i Villa Arnaga-ba, amely Baszkföld franciaországi részén helyezkedik el. A költözés célja elsősorban mellhártyagyulladásának kezelése volt. A házban ma egy múzeum kapott helyet, amely bemutatja Rostand életét, örökségét, valamint a baszk építészet és kézművesség történetét. Rostand 1918-ban halt meg Párizsban a spanyolnátha-járvány áldozataként, a marseille-i temetőben nyugszik.

## Főbb művei
- Le Gant rouge, 1888 – A vörös kesztyű
- Les Musardises, 1890 – A naplopók
- Les Deux Pierrots 1890 – A két Pierrot vagy: A fehér vacsora, (verses egyfelvonásos, magyar fordítás: Kosztolányi Dezső, 1913)
- Les Romanesques, 1894 – A regényesek
- La Princesse lointaine, 1895 – Messzi hercegkisasszony
- La Samaritaine, 1897 – A samáriai asszony
- Cyrano de Bergerac, 1897 (magyar fordítás: Ábrányi Emil, 1899)
- L'Aiglon, 1900 – A sasfiók
- Chantecler, 1910 – Kakas
- Œuvres complètes (7 rész), 1910–1911 – Teljes életmű
- La Dernière nuit de Don Juan, 1921 – Don Juan utolsó éjszakája
- Le Cantique de l'aile, 1922
- Le Vol de la Marseillaise, 1922
- Théâtre, 1921–1929 – Színház

### Magyarul
- Cyrano de Bergerac. Dráma; ford. Ábrányi Emil; Lampel, Budapest, 1899
- A sasfiók. Verses dráma; ford. Ábrányi Emil; Lampel, Budapest, 1902
- A regényesek. Vígjáték; ford. Telekes Béla; Franklin, Budapest, 1903
- A napkeleti királykisasszony. Verses dráma; ford. Benedek Marcell; Lampel, Budapest, 1904
- A samárjai asszony. Evangéliumi játék; ford. Telekes Béla; Franklin, Budapest, 1907
- A két Pierrot vagy: A fehér vacsora. Verses egyfelvonásos; ford. Kosztolányi Dezső; Lampel, Budapest, 1913
- Don Juan utolsó éjszakája. Drámai költemény; ford. Kállay Miklós; Genius, Budapest, 1923 (Genius-könyvtár)
- Don Juan utolsó éjszakája; ford. és átdolg. Tandori Ágnes, Tandori Dezső; Pesti Szalon, Budapest, 1995
- Cyrano de Bergerac; újrameséli Stefano Benni, ford. Gács Éva; Kolibri, Budapest, 2014 (Meséld újra!)